# Thư viện Khoa học Công cộng
Thư viện Khoa học Công cộng (PLOS, viết tắt của cụm từ tiếng Anh: Public Library of Science; PLoS cho đến năm 2012 ) là một nhà xuất bản y học, công nghệ, khoa học truy cập mở phi lợi nhuận với một thư viện các tạp chí mở và nhiều tài liệu khoa học có bản quyền tự do.
Thư viện phát hành tạp chí đầu tiên, PLOS Biology, vào tháng 10 năm 2003 và (tính đến  tháng 10 năm 2015) đã phát hành 7 tạp chí.
Trụ sở chính của tổ chức này nằm ở San Francisco, California, và có một văn phòng biên tập châu Âu ở Cambridge, Vương quốc Liên hiệp Anh và Bắc Ireland. Các tác giả chủ yếu là người chi trả các ấn phẩm được xuất bản.